# Анатомија пада
Анатомија пада (фр. Anatomie d'une chute) је француски судски драмски филм из 2023. године, који је режирала Жистин Трије, према сценарију који је написала са Артуром Араријем. Главну улогу тумачи Сандра Хилер као списатељица који покушава да докаже своју невиност у смрти свог мужа, док су у осталим улогама Сван Арло, Мило Мачадо-Гранер, Антоан Рајнарц, Самуел Тајс, Жени Бет, Садија Бентајеб, Камиј Радерфорд, Ен Ротже и Софи Филијер.
Филм је премијерно приказан 21. маја 2023. на Канском филмском фестивалу, где је освојио Златну палму, Палму за најбољег филмског пса и био у трци за Квир палму. У француским биоскопима је објављен 23. августа исте године и наишао је на позитивне рецензије критичара. Освојио је шест награда Сезар, укључујући и ону за најбољи филм, док је на 96. додели Оскара био номинован у пет категорија, укључујући оне за најбољи филм, најбољу режију и најбољу глумицу, а победио је у категорији за најбољи оригинални сценарио.

## Радња
У изолованој планинској колиби у близини Гренобла, списатељица Сандра Фојтер је принуђена да одложи интервју са студенткињом док њен супруг, факултетски професор Самуел Малески, пушта гласну музику на тавану. Њихов слабовиди син, Данијел, враћа се из шетње са својим псом-водичем Снупом и проналази Самуела како лежи мртав након пада са отвореног прозора на тавану.
Сандра инсистира да је њен супруг пао случајно. Њен стари пријатељ и адвокат Венсан наговештава могућност самоубиства, док се Сандра присећа покушаја њеног мужа да се предозира аспирином шест месеци раније, након што је престао да узима антидепресиве. Данијелове опречне приче о томе шта се догодило непосредно пре очеве смрти, у комбинацији са открићем да је Самуел задобио рану на глави пре него што му је тело ударило о земљу и аудио снимком свађе коју су Самуел и Сандра водили дан раније, подстичу то да Сандра буде оптужена за убиство.
Сандрин бранилац током суђења тврди да је Самуел пао са прозора на тавану и ударио главом у шупу испод, док оптужба тврди да га је Сандра ударила тупим предметом и гурнула са балкона на другом спрату. Током расправе у судници са Самуеловим психијатром, Сандра признаје да је била огорчена према Самуелу због његове делимичне одговорности за несрећу која је довела до Данијелове слабовитости.
У снимку њихове свађе, Самуел оптужује Сандру за плагијат, неверство и контролу над његовим животом, пре него што свађа постане физички насилна. Тужилаштво тврди да је сво насиље дошло од Сандре. Она узвраћа да, иако је ошамарила Самуела, остатак насиља који се чује потиче од њеног мужа. Након што је Сандра признала аферу са женом годину дана пре Самуелове смрти, тужилаштво тврди да је Самуелова гласна музика указивала на љубомору због Сандриног флертовања са својом саговорницом, што је касније довело до физичког сукоба. Тужилац такође примећује њен образац уграђивања личних сукоба у своје приче и како убиство њеног мужа одражава мисли мањег лика из њеног најновијег романа. Сандра протестује да један снимак не представља природу њиховог односа, као и да речи неког лика у роману не одражавају њене сопствене склоности.
Избезумљени Данијел инсистира да сведочи пре завршетка поступка следећег понедељка. Судија поставља строга основна правила како би спречила било кога да утиче на Данијелово сведочење и додељује му судску посматрачицу, Марж. Данијел затим тражи да Сандра напусти њихову кућу за викенд како би могао да буде сам са Марж и Снупом. Он се присећа да се Снуп, када се Самуел предозирао, такође разболео, вероватно зато што је појео Семуелову повраћку. Затим намерно храни Снупа аспирином и открива да има исти ефекат, што је у складу са Сандриним сведочењем. Данијел поверава Марж своју муку, а она га саветује да, ако не зна шта је заиста истина, може да одлучи шта је истина за њега.
Током сведочења, Данијел каже да би могао да схвати како је његов отац себи одузео живот, али не и да је његова мајка извршила убиство. Каже да је, када су он и Самуел водили Снупа ветеринару, његов отац говорио о потреби да буде спреман да ће они које воли једном умрети и да треба да зна да ће се његов живот наставити, што Данијел сада тумачи као очеве самоубилачке мисли.
Сандра је ослобођена кривице након Данијеловог сведочења. Када се врати кући, Данијел јој каже да се плашио њеног повратка кући, а она каже да се и она тога плашила; њих двоје се грле. Док Сандра одлази у кревет, задржава се на фотографији ње и Самуела пре него што заспи поред Снупа.

## Улоге
| Глумац             | Улога            |
| ------------------ | ---------------- |
| Сандра Хилер       | Сандра Фојтер    |
| Сван Арло          | Венсан Рензи     |
| Мило Мачадо-Гранер | Данијел Малески  |
| Антоан Рајнарц     | тужилац          |
| Самуел Тајс        | Самуел Малески   |
| Жени Бет           | Марж Берже       |
| Садија Бентајеб    | Нур              |
| Камиј Радерфорд    | Зое Солидор      |
| Ен Ротже           | председница суда |
| Софи Филијер       | Моника           |
| Меси               | Снуп             |